# 前澤工業
前澤工業株式会社（まえざわこうぎょう）は、東京都中央区に本店を、埼玉県川口市に本社を置く、浄水・下水処理機の製造などを行う会社である。

## 沿革
- 1947年（昭和22年）9月 ‐ 前澤バルブ工業株式会社設立。
- 1973年（昭和47年）2月 ‐ 現社名に変更。
- 1987年（昭和62年）2月 ‐ 株式を店頭登録。
- 1994年（平成6年）3月 ‐ 東京証券取引所2部上場。
- 1996年（平成8年）11月 ‐ 東京証券取引所1部指定替え。
- 2009年（平成21年）5月 ‐ 本社機能を埼玉県川口市に移転。

## 関連会社

### 子会社
- 株式会社前澤エンジニアリングサービス

### 姉妹会社
- 前澤化成工業株式会社
- 前澤給装工業株式会社